# Carmen Marai
Carmen Marai es el seudónimo de Carmen María Bassa Rodríguez, poeta y novelista chilena.

## Trabajo literario
Los temas principales en sus poemas son principalmente el dolor, la traición, el amor de madre, la lucha por la vida y la anti-violencia. No obstante, tiene obras humorísticas. Sus novelas, una mezcla de hechos históricos y política con los supernatural, no caben necesariamente son dentro del género del realismo mágico, debido a que los elementos fantásticos no están presentes como ocurrencias habituales, pero que caen en el reino de los real por parte de fuentes artificiales no identificables.
En ocasiones, su trabajo entrelaza motivos religiosos y míticos con interpretaciones no tradicionales.
En junio del 2009, después de las protestas políticas de las elecciones Iraníes, Marai apoyó públicamente a la recién creado Movimiento Verde a través de su poema "Llamas Verdes". Además, jugó un rol significativo en la traducción en español de Persepolis 2.0, una novela gráfica creada por los artistas dos artistas Payman y Sina, quienes no nacieron en Irán.

## Primeros años
Carmen nació en el puerto de San Antonio, Chile pero pasó la mayor parte de su juventud en la capital, Santiago. Su madre fue una de las refugiadas de Winnipeg en la Guerra Civil Española. Asistió a la escuelta primera Sara Cruchaga y Las Carmelitas.
Junto a sus hermanos, Jaime y Montserrat, demostraron una habilidad en el lenguaje y las humanidades. No obstante, ella fue la única que continuó una carrera literaria. Su hermano terminó la carrera de Ingeniería Comercial y su hermana se convirtió en abogada, actualmente pertenece al Senado, en Chile.

## Vida personal
A mediados de los sesenta, se casó con el ingeniero Rafael Mercado Aced, con quien después se mudó por varias ciudades pequeñas en el Norte Chico, para después instalarse en la capital, Santiago.
Después de la llegada de la Unidad Popular y el agitado período, decidieron emigrar con su hija a Estados Unidos, en donde vivieron por varios años. El matrimonio se separó y regresó con sus hijos a Chile, en donde comenzó con la literatura por medio de la participación en la Sociedad de Escritores de Chile. Actualmente reside en Santiago.

## Obras destacadas
El alba de la mandragora. Publicado en 1985 por Isla de Pascua, Santiago, Chile. Escrito en Español.